# Entomophthora
Entomophthora Fresen. (owadomorek) – rodzaj grzybów należący do typu Entomophthoromyca. Wszystkie należące do niego gatunki są pasożytami bezwzględnymi owadów.

## Systematyka
Pozycja w klasyfikacji według Index Fungorum
Entomophthoraceae, Entomophthorales, Incertae sedis, Entomophthoromycetes, Entomophthoromycotina, Entomophthoromycota, Fungi.
Synonimy
Culicicola Nieuwl., 
Empusa Cohn, 
Empusa subgen. Triplosporium Thaxt., 
Entomophthora Krenner, 
Lamia Nowak., 
Myiophyton Lebert, 
Triplosporium (Thaxt.) A. Batko:
Gatunki występujące w Polsce
- Entomophthora aphrophorae Rostr. 1896
- Entomophthora brevinucleata S. Keller 1984
- Entomophthora chromaphidis O.F. Burger & Swain 1918
- Entomophthora colorata Sorokīn 1881
- Entomophthora culicis (A. Braun) Fresen. 1858
- Entomophthora egressa D.M. MacLeod & Tyrrell 1973
- Entomophthora erupta (Dustan) I.M. Hall 1959
- Entomophthora lauxaniae Bubák 1903
- Entomophthora muscae (Cohn) Fresen. 1856 – owadomorek muszy
- Entomophthora pallida (Roiv.) D.M. MacLeod & Müll.-Kög. 1970
- Entomophthora planchoniana Cornu 1873
- Entomophthora scatophaga Giard 1888
- Entomophthora schizophorae S. Keller & Wilding 1988
- Entomophthora sphaerosperma Fresen. 1856
- Entomophthora syrphi Giard 1888
- Entomophthora trinucleata S. Keller 1988

Nazwy naukowe na podstawie Index Fungorum. Wykaz gatunków podanych w polskim piśmiennictwie według Mułenki i in..